# Paper Trail
Paper Trail ist das sechste Studioalbum des US-amerikanischen Rappers T.I. Es erschien im September 2008 und avancierte zum Nummer-eins-Album und Millionenseller in den Vereinigten Staaten.

## Entstehung und Veröffentlichung
Die Erstveröffentlichung von Paper Trail erfolgte am 26. September 2008 bei den Musiklabels Atlantic Records und Grand Hustle Records. Das Album erschien in seiner Originalausführung als CD mit 16 Titeln (Katalognummer: ) sowie als Download mit 21 Titeln.
Geschrieben und produziert wurden alle Lieder durch verschiedene, wechselnde Autoren und Produzenten, darunter namhafte wie Kasseem Dean (Swizz Beatz), Nate Hills (Danja), Justin Smith (Just Blaze), Justin Timberlake oder auch Kanye West. T.I. selbst war am Schreibprozess aller Lieder beteiligt.

## Titelliste
1. 56 Bars (Intro) – 3:04
2. I’m Illy – 4:07
3. Ready for Whatever – 5:12
4. On Top of the World (feat. B.o.B & Ludacris) – 5:00
5. Live Your Life (feat. Rihanna) – 5:39
6. Whatever You Like – 4:12
7. No Matter What – 4:42
8. My Life Your Entertainment (feat. Usher) – 4:56
9. Porn Star – 3:32
10. Swing Ya Rag (feat. Swizz Beatz) – 3:20
11. What Up, What’s Haapnin’ – 5:01
12. Every Chance I Get – 4:50
13. Swagga Like Us (feat. Jay-Z, Kanye West & Lil Wayne) – 5:28
14. Slide Show (feat. John Legend) – 3:43
15. You Ain’t Missin’ Nothing – 5:10
16. Dead and Gone (feat. Justin Timberlake) – 5:00

## Rezeption
Das Album erhielt im Wesentlichen positive Kritiken. Die Internetseite Metacritic ermittelte eine durchschnittliche Punktbewertung von 74 von 100 basierend auf 19 Kritiken. Andy Kellman vergab bei Allmusic.com 3,5 von fünf Sternen. Er sah gegenüber dem Vorgänger T.I. vs. T.I.P. „a sense of urgency and a new dimension of self-reflection“. Auch sei die Produktion besser ausgefallen.
Bei den Grammy Awards 2009 wurde Paper Trail in der Kategorie Best Rap Album nominiert, unterlag jedoch Tha Carter III von Lil Wayne.

## Kommerzieller Erfolg

### Chartplatzierungen
Paper Trail avancierte zum Nummer-eins-Album in den US-amerikanischen Billboard 200. In den Vereinigten Staaten ist es nach King (März 2006) und T.I. vs. T.I.P. (Juli 2007) das dritte Nummer-eins-Album für T.I.
| ChartsChartplatzierungen       | Höchstplatzierung | Wochen |
| ------------------------------ | ----------------- | ------ |
| Deutschland (GfK)              | 79 (1 Wo.)        | 1      |
| Schweiz (IFPI)                 | 46 (5 Wo.)        | 5      |
| Vereinigte Staaten (Billboard) | 1 (57 Wo.)        | 57     |
| Vereinigtes Königreich (OCC)   | 42 (28 Wo.)       | 28     |

| ChartsJahrescharts (2008)      | Platzierung |
| ------------------------------ | ----------- |
| Vereinigte Staaten (Billboard) | 23          |

| ChartsJahrescharts (2009)      | Platzierung |
| ------------------------------ | ----------- |
| Vereinigte Staaten (Billboard) | 26          |

### Auszeichnungen für Musikverkäufe
In den Vereinigten Staaten verkaufte sich Paper Trail in der ersten Woche über 586.000 Mal und erreichte damit in der ersten Woche den Gold-Status.
| Land/Region                  | Auszeichnungen für Musikverkäufe (Land/Region, Auszeichnung, Verkäufe) | Verkäufe  |
| ---------------------------- | ---------------------------------------------------------------------- | --------- |
| Australien (ARIA)            | Gold                                                                   | 35.000    |
| Kanada (MC)                  | Platin                                                                 | 80.000    |
| Neuseeland (RMNZ)            | 2× Platin                                                              | 30.000    |
| Vereinigte Staaten (RIAA)    | 4× Platin                                                              | 4.000.000 |
| Vereinigtes Königreich (BPI) | Gold                                                                   | 100.000   |
| Insgesamt                    | 2× Gold · 7× Platin ·                                                  | 4.245.000 |